# 幾內亞鮃
幾內亞鮃為輻鰭魚綱鰈形目鰈亞目鮃科的其中一種，為熱帶海水魚，分布於東大西洋安諾本島及Biafra灣海域，棲息深度15-40公尺，體長可達28.6公分，棲息在底層水域，生活習性不明，可做為食用魚。